# Megadiestramima orlovi
Megadiestramima orlovi är en insektsart som beskrevs av Andrej Vasiljevitj Gorochov 1994. Megadiestramima orlovi ingår i släktet Megadiestramima och familjen grottvårtbitare. Inga underarter finns listade i Catalogue of Life.